# Axel Atum
Axel Atum (Gualeguaychú, 2 gennaio 2006) è un calciatore argentino, centrocampista del Racing Montevideo in prestito dall'Estudiantes (LP).

## Caratteristiche tecniche
Gioca come interno di centrocampo.

## Carriera
Cresciuto nel settore giovanile dell'Estudiantes (LP), l'8 maggio 2023 ha debuttato in prima squadra nell'incontro di Primera División vinto 2-0 contro il Vélez Sarsfield ed il giorno dopo ha firmato il suo primo contratto professionistico.
Il 6 gennaio 2025 è passato in prestito al Racing Montevideo.

## Statistiche

### Presenze e reti nei club
Statistiche aggiornate al 23 marzo 2025.
| Stagione           | Squadra            | Campionato         | Campionato | Campionato | Coppe nazionali | Coppe nazionali | Coppe nazionali | Coppe continentali | Coppe continentali | Coppe continentali | Altre coppe | Altre coppe | Altre coppe | Totale | Totale | Totale |
| Stagione           | Squadra            | Comp               | Pres       | Reti       | Comp            | Pres            | Reti            | Comp               | Pres               | Reti               | Comp        | Pres        | Reti        | Pres   | Reti   |        |
| ------------------ | ------------------ | ------------------ | ---------- | ---------- | --------------- | --------------- | --------------- | ------------------ | ------------------ | ------------------ | ----------- | ----------- | ----------- | ------ | ------ | ------ |
| 2023               | Estudiantes (LP)   | PD                 | 2          | 0          | CA+CdL          | 1+7             | 0               | CS                 | 0                  | 0                  | -           | -           | -           | 10     | 0      |        |
| 2024               | Estudiantes (LP)   | PD                 | 2          | 0          | CA+CdL          | 0+2             | 0               | CL                 | 0                  | 0                  | -           | -           | -           | 4      | 0      |        |
| Totale Estudiantes | Totale Estudiantes | Totale Estudiantes | 4          | 0          |                 | 10              | 0               |                    | 0                  | 0                  |             | -           | -           | 14     | 0      |        |
| 2025               | Racing Montevideo  | PD                 | 4          | 0          | CU              | 0               | 0               | CS                 | 0                  | 0                  | -           | -           | -           | 4      | 0      |        |
| Totale carriera    | Totale carriera    | Totale carriera    | 8          | 0          |                 | 10              | 0               |                    | 0                  | 0                  |             | -           | -           | 18     | 0      |        |